# Vasîne, Znameanka
Vasîne (în ucraineană Васине) este un sat în comuna Moșorîne din raionul Znameanka, regiunea Kirovohrad, Ucraina.

## Demografie
Componența lingvistică a localității Vasîne
     Ucraineană (97,58%)
     Rusă (2,42%)
Conform recensământului din 2001, majoritatea populației localității Vasîne era vorbitoare de ucraineană (97,58%), existând în minoritate și vorbitori de rusă (2,42%).